# Bernhard Heine (Mediziner)
1. WEITERLEITUNG Bernhard Heine (Mediziner, 1864)